# 주식 (홍무제의 15남)
주식(중국어: 朱植, 1377년 3월 24일 - 1424년 6월 4일)은 명 태조의 15남이다. 생모는 한비이다. 첫 봉작은 위왕(衛王), 후에 요왕(遼王)으로 개봉되었다.

## 생애
주식은 홍무 10년 2월 15일 (1377년 3월 24일)에 태어났다. 생모 한씨는 고려의 미녀로, 자색이 아리따워 명 태조의 총애를 받아 비에 봉해졌다. 한씨는 홍무 13년 (1380년)에 딸 함산공주를 낳았다.
홍무 11년 (1378년), 위왕(衛王)에 봉해졌다. 홍무 25년 (1392년), 요왕(遼王)으로 다시 봉해지고, 이듬해 요동 광녕위 (지금의 랴오닝성 베이전시)로 이사했다.
봉지가 동북 국경과 가까웠기 때문에, 주식은 군사를 익혀 여러 차례 무공을 세웠다. 건문 연간, 연왕 주체가 반란을 일으키자, 조정은 주체와 멀지 않은 곳에 군사를 두었던 주식이 주체를 지지할 것을 우려하여, 남경으로 불러들였다. 주식은 건문제의 명령에 따라 해로를 통해 남경으로 건너 온 뒤, 호광 형주부 (지금의 후베이성 형주시)로 개봉되었다. 주체가 제위를 차지한 후, 주식이 정난지변 때 자신을 지지하지 않은 것을 원망하여 그를 좋아하지 않았다. 영락 10년 (1412년)에 호위를 삭탈하고, 하군교위역 300명만 남겨두고 나머지는 출사시켰다.
영락 22년 5월 8일 (1424년 6월 4일), 주식이 사망하였다. 9월 1일 (9월 23일), 시호를 간(簡)이라 하였다. 장남 주귀영은 일찍 죽었기에, 차남 주귀합이 10월에 주식의 작위를 계승하였다.

## 가계

### 처
- 곽씨(郭氏) : 무정후 곽영의 딸. 홍무 27년 (1394년) 요왕비(遼王妃)에 책록

### 첩
- 정씨(丁氏) : 요왕차비(遼王次妃)
- 여씨(呂氏) : 요왕차비(遼王次妃)
- 사씨(謝氏) : 요왕부인(遼王夫人)
- 장씨(張氏) : 요간왕부인(遼簡王夫人)으로 추봉
- 설씨(薛氏)
- 조씨(趙氏)
- 송씨(宋氏)

### 자녀

#### 아들
- 장남 : 요세자(遼世子) 주귀영
- 차남 : 장양왕(長陽王) → 요세자(遼世子) → 요왕(遼王) → 서인(庶人) 주귀합
- 3남 : 원안왕(遠安王) → 서인(庶人) 주귀섭

- 4남 : 흥산왕(興山王) → 요숙왕(遼肅王) 주귀연 - 정씨 소생
- 5남 : 파동왕(巴東王) → 서인(庶人) 주귀훤
- 6남 : 잠강왕(潛江王) 주귀돈
- 7남 : 의도왕(宜都王) 주귀령
- 8남 : 송자안혜왕(松滋安惠王) 주귀행 - 장씨 소생
- 9남 : 익양안희왕(益陽安僖王) 주귀부 - 설씨 소생
- 10남 : 상음안희왕(湘陰安僖王) 주귀창 - 여씨 소생
- 11남 : 요절
- 12남 : 형양장화왕(衡陽莊和王) 주귀서 - 사씨 소생
- 13남 : 요절
- 14남 : 응산도공왕(應山悼恭王) 주귀섭 - 조씨 소생
- 15남 : 의성강간왕(宜城康簡王) 주귀절
- 16남 : 기강장혜왕(枝江莊惠王) 주귀습 - 송씨 소생
- 17남 : 원릉공헌왕(沅陵恭憲王) 주귀율 - 사씨 소생
- 18남 : 마양도희왕(麻陽悼僖王) 주귀욱 - 사씨 소생
- 19남 : 형산공혜왕(衡山恭惠王) 주귀불 - 사씨 소생
- 20남 : 기수정화왕(蘄水靖和王) 주귀루 - 여씨 소생

#### 딸
- 장녀 : 강릉군주(江陵郡主), 의빈 (儀賓, 사위) 조경(趙慶)
- 9녀 : 강화군주(江華郡主), 의빈 왕훈(王訓)
- 10녀 : 노계군주(瀘溪郡主), 의빈 주영벽(周英璧)
- 11녀 : 죽산군주(竹山郡主), 의빈 마문달(馬文達)
- 12녀 : 수녕군주(綏寧郡主), 의빈 장현(張璡)
- 13녀 : 계동군주(桂東郡主), 의빈 장걸(蔣傑)

## 묘소
홍희 원년 (1425년) 3월, 주식은 호광 형주부 강릉현 팔령산 (지금의 후베이성 형주시 강릉현 팔령산 남쪽 기슭)에 묻혔다. 1987년 9월부터 10월까지 형주박물관과 강릉현 문화재국에서 발굴하여 수습하였다.

## 참고자료
- 《명사(明史)》 권117

|  | 위왕 (衛王) 1378년 - 1392년 | 후임 공왕 주첨선 |

|  | 요왕 (遼王) 1392년 - 1424년 | 후임 아들 주귀합 |